# Uitgeverij Westfriesland
Westfriesland was een uitgeverij gevestigd in Hoorn. In 1993 werd het, als deel van de groep dat viel onder Uitgeverij Helmond, overgenomen door Kok uitgeverij.
Westfriesland was vooral bekend om de Witte Raven, een boekenreeks met romantische verhalen voor meisjes en spannende boeken voor jongens. Auteurs die bij de uitgever publiceerden waren onder andere Jose Vriens, Leni Saris, Margreet Wages, Anton Hildebrand en Carel Beke.